# Javier Velásquez Quesquén
Ángel Javier Velásquez Quesquén (Eten, 12 de marzo de 1960) es un abogado y político peruano. Miembro del Partido Aprista Peruano, fue congresista de la república por Lambayeque durante 4 periodos y presidente del Congreso en el lapso legislativo 2008-2009. Durante el segundo gobierno de Alan García, ejerció como presidente del Consejo de Ministros desde el 11 de julio del 2009 hasta el 13 de septiembre del 2010.

## Biografía
Javier Velásquez Quesquén nació en el distrito de Eten, a 22 kilómetros de la ciudad de Chiclayo en el Departamento de Lambayeque, el 12 de marzo de 1960.
Realizó estudios primarios en la Escuela Primaria N° 250 y secundarios en el Colegio Nicolás La Torre del Distrito de José Leonardo Ortiz. Egresó de la Facultad de Derecho de la Universidad Nacional Pedro Ruiz Gallo de Lambayeque como abogado. Cuenta con una maestría en Derecho Constitucional de la Pontificia Universidad Católica del Perú y es también profesor de la Universidad San Martín de Porres en la cátedra de Derecho Constitucional.

## Carrera política

### Congresista de la República
Javier Velásquez Quesquén incursiona en la trayectoria política como militante del Partido Aprista Peruano fundado por Víctor Raúl Haya de la Torre. En 1995, decide participar en la política como candidato al Congreso de la República en las elecciones parlamentarias. Finalmente, Velásquez logró ser elegido como congresista de la república, con 5,434 votos, para el periodo parlamentario 1995-2000.
Durante su primera labor en el legislativo, fue integrante de la Comisión de Fiscalización y de las Comisiones de Trabajo y Seguridad Social. También formó parte de la oposición al cuestionado gobierno de Alberto Fujimori, donde se opuso a la ilegal destitución de los magistrados del Tribunal Constitucional y apoyó el referéndum que buscaba frenar la segunda reelección de Fujimori a la presidencia de la república.
Al culminar su primera gestión, Velásquez intentó ser reelegido en las elecciones parlamentarias del año 2000, sin embargo, no resultó reelegido.
Tras la caída del gobierno de Fujimori y la convocatoria a elecciones generales para el año 2001, Velásquez volvió a postular al Congreso de la República representando a Lambayeque en las elecciones parlamentarias. Fue elegido nuevamente para el periodo parlamentario 2001-2006.
Durante el periodo legislativo 2001-2002 ocupó la presidencia de la Comisión de Fiscalización y Contraloría y miembro de la Comisión de Trabajo. Fue designado miembro titular del Consejo Directivo del Congreso, además integrante de las Comisiones de Fiscalización y Contraloría; de la Comisión de Constitución y de la Comisión de Trabajo.
Fue reelegido para el periodo 2006-2011, con 45,448 votos.
Para el periodo anual de sesiones 2006-2007, se desempeñó como vocero de la bancada aprista.

### Presidente del Congreso
En 2008, Velásquez fue elegido por la bancada aprista como su candidato a la presidencia del Congreso de la República para el periodo 2008-2009. Su lista estuvo integrada por el fujimorista Alejandro Aguinaga a la primera vicepresidencia, mientras que Álvaro Gutiérrez de Unión por el Perú y Fabiola Morales de Unidad Nacional postularon en las demás vicepresidencias. Velásquez compitió contra el opositor Víctor Andrés García Belaúnde de Alianza Parlamentaria, al cual finalmente venció con una votación de 66 votos contra 46 de Belaunde y Velásquez juramentó como el nuevo presidente del Congreso de la República.

### Presidente del Consejo de Ministros
El 11 de julio del 2009, ante la renuncia de Yehude Simon por el Caso "Baguazo", el presidente Alan García nombró a Velásquez como su nuevo presidente del Consejo de Ministro.
Velásquez luego acudió al Congreso de la República para pedir el voto de confianza, lo cual fue aprobado por 68 votos a favor, 14 en contra y 11 abstenciones.
Permaneció en el cargo hasta septiembre del 2010, donde decide renunciar a la PCM tras sus intenciones de participar en las elecciones generales del 2011. Velásquez abandonó su cargo el 14 de septiembre y fue sucedido por José Antonio Chang, quien juró ese mismo día junto con un nuevo gabinete de ministros.
En las elecciones generales del 2011, Velásquez fue presentando junto a Nidia Vílchez como miembros de la plancha presidencial del Partido Aprista Peruano liderado por Mercedes Aráoz. Finalmente, Aráoz renunció a su candidatura presidencial tras varias discrepancias internas en el aprismo.
Velásquez permaneció en su quinta candidatura al parlamento y fue reelegido para el periodo 2011-2016
Nuevamente fue reelecto en las elecciones del 2016 por la Alianza Popular. Durante la segunda vuelta de las elecciones presidenciales, Velásquez sorpresivamente anunció su voto a favor de Keiko Fujimori de Fuerza Popular pese a que anteriormente fue opositor al gobierno de su padre.
En su gestión fue miembro de la comisión especial encargada de la elección de los magistrados del Tribunal Constitucional, donde luego fue cuestionado en 2019 debido a su polémico audios con los congresistas fujimoristas en donde coordinaban repartija.
Velásquez dio origen al “FujiAprismo” en el Congreso de la República, lo cual luego fue desmentido.
El 30 de septiembre del 2019, su cargo congresal llegó a su fin tras la disolución del Congreso de la República decretado por el entonces presidente Martín Vizcarra.

## Controversias
En el 2018, el fiscal Juan Carrasco Millones refirió que los congresistas Velásquez Quesquén y el fujimorista Héctor Becerril habrían dado apoyo político a la red criminal conocida como "Los Wachiturros de Tumán". Luego abril del mismo año, el semanario Hildebrandt en sus trece refirió que un colaborador eficaz señaló que Edwin Oviedo, integrante de la organización criminal, habría entregado dinero a los congresistas Velásquez Quesquén y Marisol Espinoza.
En marzo del 2019, el técnico y exseleccionado, Juan Carlos Oblitas, declaró ante la fiscal Castro que vio a dichos parlamentarios durante la gestión Oviedo. La Fiscal de la Nación, le abrió una investigación junto con los otros dos parlamentarios.
En marzo de 2019, se le abrió una investigación a Quesquén por sus vínculos con la organización criminal "Los Temerarios del Crimen" dónde es acusado de haber interferido ante una obra en Chiclayo para recibir una coima a cambio de ceder la construcción al detenido alcalde, David Cornejo. En enero de 2020, la Fiscalía de la nación, presenta una acusación constitucional contra el; el ex legislador Marvin Palma; el excontralor y actual congresista, Edgar Alarcón.
En octubre de 2019, fue sindicado de haber recibido dinero de manos de Jorge Barata para financiar su campaña al Congreso en el año 2006, junto a Yehude Simon, bajo el codinome "Sipan".

## Historial electoral
Resultados obtenidos por Javier Velásquez como representante de Lambayeque:
| Elecciones                | Periodo            | Candidato                 | Partido | Votos  | Resultado |
| Elecciones Generales 1995 | 1995 - 2000        | Javier Velásquez Quesquén | PAP     | 5,437  | ELECTO    |
| Elecciones Generales 2000 | 2000 - 2005 (2001) | Javier Velásquez Quesquén | PAP     | 13,021 | NO ELECTO |
| Elecciones Generales 2001 | 2001 - 2006        | Javier Velásquez Quesquén | PAP     | 39,978 | ELECTO    |
| Elecciones Generales 2006 | 2006 - 2011        | Javier Velásquez Quesquén | PAP     | 45,448 | ELECTO    |
| Elecciones Generales 2011 | 2011 - 2016        | Javier Velásquez Quesquén | PAP     | 43,876 | ELECTO    |
| Elecciones Generales 2016 | 2016 - 2021        | Javier Velásquez Quesquén | PAP     | 14,381 | ELECTO    |